# Monolito a los Comuneros

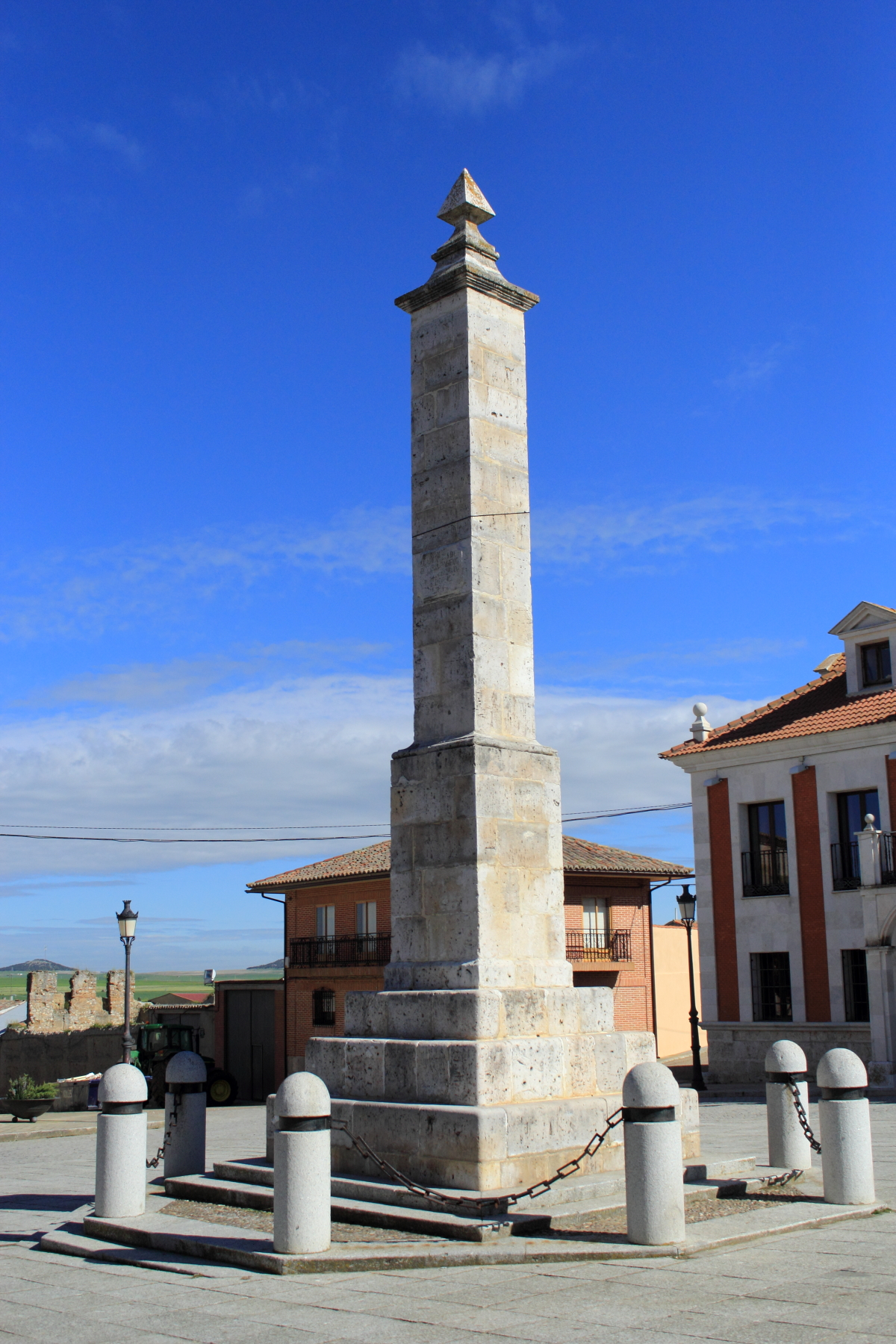
Vista del monolito en la Plaza Mayor de Villalar.

El monolito a los Comuneros (u Obelisco a los Comuneros) es un monumento erigido en la localidad de Villalar de los Comuneros, provincia de Valladolid, comunidad autónoma de Castilla y León, España, a la memoria de los líderes comuneros María Pacheco, Juan de Padilla, Juan Bravo y Francisco Maldonado.
Realizado en piedra, fue construido en 1889 y restaurado en 1992. Tiene una inscripción, la cual dice:

"A la memoria de doña María Pacheco, Padilla, Bravo y Maldonado. L. P. F. Este obelisco se hizo por cuenta del ayuntamiento siendo alcalde don Fermín Vidal. Año de 1889."

Fue una iniciativa de Fermín Vidal, alcalde de Villalar en 1889.